# Meloe strigulosus
Meloe strigulosus es una especie de coleóptero de la familia Meloidae.

## Distribución geográfica
Habita en California.